# Pétrolier T3

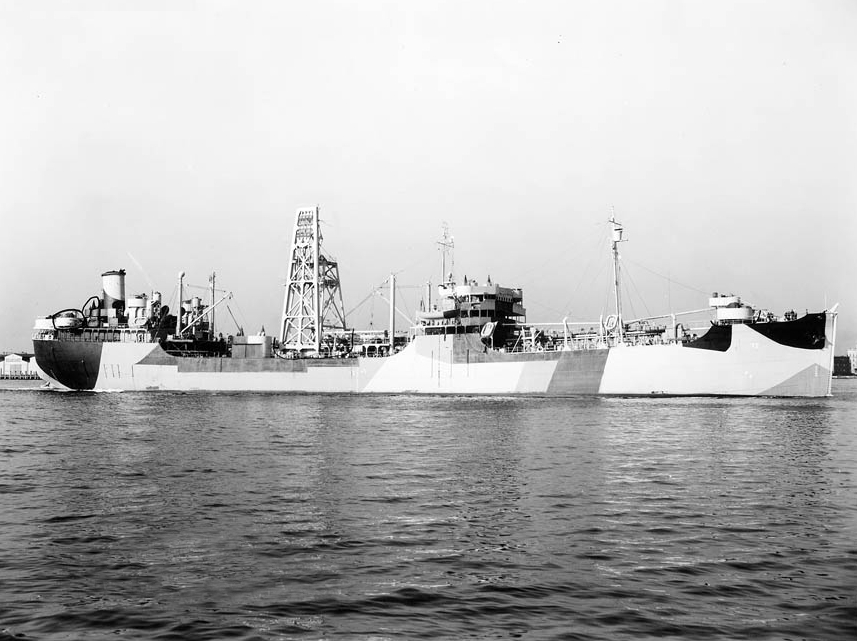
L'USS Niobrara (AO-72), de type T3-S-A1.

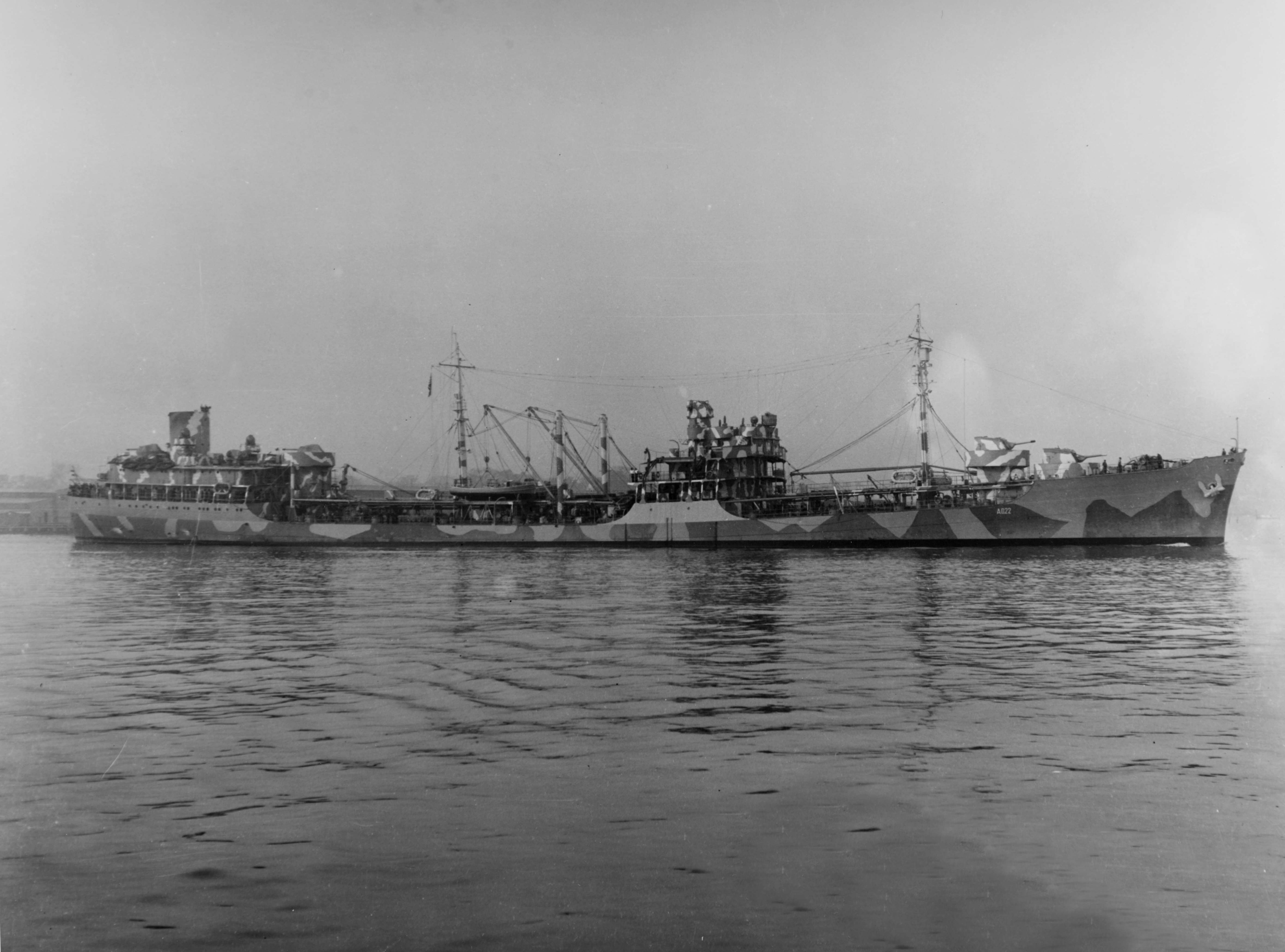
L'USS Cimarron (AO-22), de type T3-S2-A1, le premier de sa classe, en février 1942.

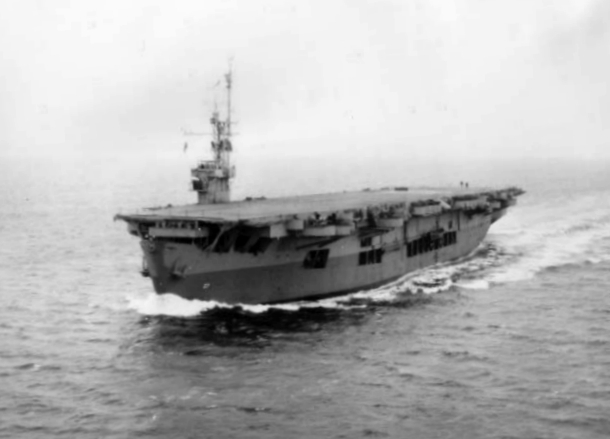
L', pétrolier T3, converti en porte-avions d'escorte.

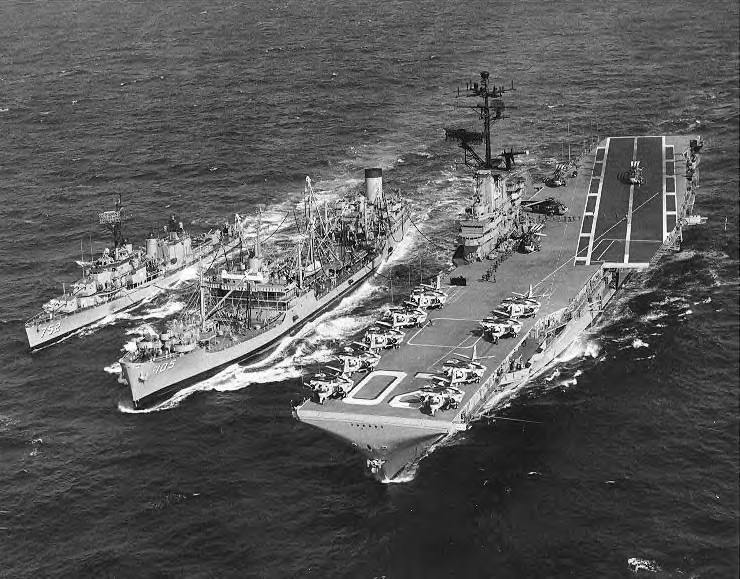
Le Mispillion (au milieu) de type T3-S2-A3, alimentant les et USS Alfred A. Cunningham en 1963.

Les pétroliers T3 (aussi appelés par leur nom anglais T3 tankers ou tout simplement T3) forment une série de pétroliers construits en grande quantité par les États-Unis lors de la Seconde Guerre mondiale, la guerre de Corée et la guerre du Viêt Nam. Il s'agissait des plus grands pétroliers militaires de l'époque. La classification des pétroliers T3 est encore utilisée aujourd'hui,.

## Conception
Plus gros et généralement plus rapide qu'un pétrolier T2, le T3 standard avait une longueur allant de 150 à 180 m, et un déplacement à pleine charge d'environ 24 830 tonnes pour une vitesse de pointe allant de 28 à 33 km/h (15 à 18 nœuds). La désignation de coque AOG est utilisée par la marine américaine pour indiquer qu'il s'agit d'un navire-citerne à essence T3. La désignation AO indique que le navire est un pétrolier de flotte T3, également appelé pétrolier ravitailleur (AOR).
La plupart des navires ont été construits pour les entreprises privées puis nommé par le fabricant. Quant aux T3 construits ou vendus à l'US Navy, ils ont tous été nommés d'après les Amérindiens, les rivières ou les lacs américains. Ils étaient exploités par la Marine américaine, la War Shipping Administration et de la United States Maritime Commission.
Un pétrolier T3 peut transporter 113 800 à 200 000 barils (18 090 à 31 800 m3) de pétrole. Certains T3 étaient utilisés pour transporter d'autres marchandises telles que le pétrole brut noir et des produits chimiques ; ceux-ci étaient également appelés transporteurs de fret liquide.
Chaque T3 dispose de radeaux de sauvetage d'urgence sur le pont du bateau. Les navires ont des barrages à marchandises et des tuyauteries pour charger et décharger le carburant. En temps de guerre, les navires T3 étaient armés de mitrailleuses, principalement à des fins anti-aériennes. Un navire typique était équipé d'un seul canon de 76 mm, deux de 40 mm et trois canons simples Oerlikon 20 mm. L'équipage des navires variaient entre 81 et 304 membres. S'il opérait en tant que navire de la marine marchande des États-Unis, l'équipage était composé de marins marchands civils, supplées de gradés armés de la marine des États-Unis chargés de manœuvrer les canons de pont,,,,,,.
À la suite de l'attaque sur Pearl Harbor, la marine américaine montre un grand intérêt pour l'acquisition de nouveau porte-avions. De caractéristiques similaires, cela conduit certains T3 à une conversion en porte-avions d'escorte. Ce fut notamment le cas des classes Sangamon et Commencement Bay,,.

## Caractéristiques
| Type                        | Propulsion                                          | Puissance              | Vitesse (max)        | Longueur × faisceau × tirant d'eau | Tonnage | Capacité de transport      |
| --------------------------- | --------------------------------------------------- | ---------------------- | -------------------- | ---------------------------------- | ------- | -------------------------- |
| T3-S-A1 (Classe Chiwawa)    | 2 × turbines à vapeur, 1 × hélice                   | 7 700 ch (5 700 kW)    | 15 nœuds (28 km/h)   | 152,7 m × 20,7 m × 9,0 m           | 9 880   | 133 800 barils (21 270 m3) |
| T3-S2-A1 (Classe Cimarron)  | 4 × turbines, 2 × hélices                           | 13 500 ch (10 100 kW)  | 18 nœuds (33 km/h)   | 168,6 m × 22,9 m × 9,8 m           | 11 335  | 146 000 barils (23 200 m3) |
| T3-S2-A3 (Classe Ashtabula) | Turbines à engrenages, 2 × hélices                  | 30 400 ch (22 700 kW)  | 18,3 nœuds (34 km/h) | 168,6 m × 22,9 m × 9,8 m           | 7 423   | 146 000 barils (23 200 m3) |
| T3-S2-A3 « Jumboïsé »       |                                                     |                        |                      | 196 m × 23 m × 11 m                | 12 840  |                            |
| T3-S-AZ1                    | Moteur à huile 5-cylindres à deux temps, 1 × hélice | 7 500 ch (de 5 600 kW) | 15,5 nœuds (29 km/h) | 167 m × 21 m × ? m                 | 11 401  |                            |
| T3-S-B                      | 2 × turbines à vapeur, 1 × hélice                   | 7 700 ch (5 700 kW)    | 14 nœuds (26 km/h)   | 157,2 m × 21,3 m × ? m             | 11 016  | 140 000 barils (22 000 m3) |

### Modèles
- T3-S-A1 : Malgré la désignation déroutante de T3, les T3-S-A1 construits par Bethlehem Sparrows Point pour la Standard Oil du New Jersey étaient identiques aux pétroliers T2 originaux, à l’exception de moteurs moins puissants. 25 de ce modèle ont été commandés par la Commission maritime, dont 5 sont devenus des pétroliers de la marine américaine de la classe Chiwawa. (La conception de 1939 était sous désignation MC-N).
- T3-S2-A1 : Dix-sept exemplaires ont été construits par: Bethlehem Steel Company de Sparrows Point ; Federal SB & DD Co. de Kearny ; Newport News SB & DD Co. de Newport News ; et Sun SB & DD Co. de Chester. Ils ont été commandés pour la première fois par l'US Navy en 1943 en tant que pétroliers de la classe Cimarron, certains par la suite convertis en porte-avions d'escorte (CVE). D'une autonomie de 12 100 milles marins (22 400 km) son équipage comportait 304 hommes. L'armement des AO-22 à 33 consistaient en : 4 canons de 5 pouces/38 calibres, 4 canons doubles de 40 mm et 4 canons doubles de 20 mm. L'armement des AO-51 et ultérieures consistaient en : 1 canon de 5 pouces/38 calibres, 4 canons de 3 pouces/50 calibres, 4 canons doubles de 40 mm et 4 canons doubles de 20 mm.
- T3-S2-A3 : La plupart de ces navires-citernes ont été « jumboïsés » en 1964-1965, leurs longueurs passant de 169 mètres à 196 mètres, augmentant ainsi la capacité, le tonnage et le tirant d’eau. Les pétroliers de classe Cimarron « jumboïsés » ont été reclassés en tant que pétrolier de la classe Ashtabula. Équipage: 304 (US Navy) ou 108 (civils et gardes de l'US Navy). Armement : 1 canon de 5 pouces/38 calibres, 4 canons de 3 pouces/50 calibres, 4 canons doubles antiaériens de 40 mm et 4 canons doubles antiaériens de 20 mm. Navires de la classe construit par Sun Shipbuilding & Drydock Co. : USS Ashtabula (AO-51), USS Mispillion (AO-105), USS Navasota (AO-106), USS Passumpsic (AO-107), USS Pawcatuck (AO-108) et USS Waccamaw (AO-109).
- T3-S-AZ1: Unique navire de sa classe : le MS Brandywine, construit par Sun Ship et lancé en août 1943.
- T3-S-B : 50 marins et 31 gardes armés de la marine américaine. Armement: 1 canon de 130 mm, 1 canon de 76 mm et canons de 20 mm, commandé en 1943. Deux sous-classes : T3-S-BF1 et T3-S-BZ1:
  - T3-S-BF1 : Cinq exemplaires construits par Soudage Shipyards Inc. dans le comté de Norfolk en 1943 et 1944 : SS Pan-Pennsylvanie, Bulklube, Bulkfuel, Bulkcrude et Bulkero.
  - T3-S-BZ1 : Trois exemplaires construits par Soudage Shipyards Inc. dans le comté de Norfolk en 1943 et 1944 : SS Phoenix, SS Nashbulk et SS Amtank.

## Incidents notables
- USS Pan Pennsylvania, un pétrolier de type T3-S-BF1, coulé le 16 avril 1944 au large de Nantucket par une torpille du sous-marin U-550 commandé par Klaus Hänert[13].
- USS Mississinewa, un pétrolier de type T3-S2-A1, coulé le 20 novembre 1944 près de Ulithi après avoir été touché par une torpille japonaise kaiten[14].
- USS Shabonee, un pétrolier de type T3-S-A1, vendu à l'US Navy et renommé USS Escalante (AO-70). En 1947, il est revendu et renommé SS George MacDonald. Le 30 juin 1960, il coule à l'est de Savannah, en Géorgie, après un incendie moteur datant du 27 juin[15],[16].
- Lake Charles, un pétrolier de type T3-S-A1 renommé Capri, échoué sur le récif de Molasses, en Floride, le 27 avril 1963. Déclaré perte totale[17].
- Brandywine, un pétrolier de type T2-SE-A1 renommé Atlantic Sun, endommagé en 1962 et mis au rebut[18].
- Phoenix, un pétrolier de type T3-S-BZ1, gravement endommagée lors d’une collision avec le Pan Mass le 6 juin 1953. Déclaré perte totale[19].